# 内藤頼由
内藤 頼由（ないとう よりゆき）は、信濃高遠藩の第3代藩主。高遠藩内藤家8代。

## 生涯
宝永6年（1709年）1月7日（または宝永5年（1708年））、信濃飯山藩主（のちに武蔵岩槻藩主）・永井直敬の六男として生まれる。享保20年（1735年）に高遠藩の第2代藩主・内藤頼卿に実子がなかったため、末期養子として迎えられ家督を継いだ。
元文4年（1739年）に大坂加番、延享3年（1746年）から安永4年（1775年）まで奏者番を務めている。藩政では財政問題のため、元文2年（1737年）12月に藩士に対して従来の金給制から俸禄制に改めた。他にも支給方法の改正などを行なっている。
安永5年（1776年）、養子の頼尚に家督を譲って隠居する。安永9年（1780年）5月27日（または5月28日）に死去。享年72（または73）。

## 系譜
父母
- 永井直敬（実父）
- 永井直右の娘（実母）
- 内藤頼卿（養父）

正室
- 松平康豊の娘

子女
- 内藤吉十郎

養子
- 内藤頼寛 - 内藤正敬の次男
- 内藤頼多 - 徳川宗勝の十二男
- 内藤頼尚 - 内藤信興の三男